# Bernard Coursat
Bernard Coursat, francoski poslovnež, * 19. maj 1942, Pariz, † 7. oktober 2014, Saint-Paul (Corrèze), Francija..
Bernard Coursat je bil velik del svoje kariere pri Renaultu, ki jo je začel leta 1962 kot pripravnik v komercialni direkciji, tesno povezan s Slovenijo. Nekaj let kasneje je sodeloval v skupini, ki se je pogajala o vstopu Renaulta na takratni jugoslovanski trg, in bil leta 1966 imenovan za predstavnika Renaulta v ljubljanskem podjetju Cosmos, ki je začelo uvažati vozila Renault. Kasneje je sodeloval z Litostrojem, kjer so novembra 1969 pričeli polovično sestavljati avtomobile Renault (SKD - Semi-Knocked Down, sprva modela R16 in R10, kasneje pa tudi R4, R6 in R12).
Med letoma 1971 in 1977 je bil Coursat direktor Renaultovega predstavništva v Bolgariji in direktor Renaulta v Romuniji. Nato je med letoma 1978 in 1992 služboval na različnih delovnih mestih Renaultove direkcije za vzhodno Evropo in mednarodne posle in sodeloval tudi pri načrtih sodelovanja z IMV vključno z ločitvijo njegovega avtomobilskega dela, ki je postal REVOZ, in hkratnim lastniškim vstopom Renaulta vanj.
Coursat je pomembno vlogo odigral že kmalu po prihodu Renaulta v Slovenijo (takrat še v SFRJ), ko je šlo za dodelitev proizvodnje modela R4 eni od tovarn na ozemlju takratne Jugoslavije. Tudi v času osamosvajanja Slovenije in negotovih gospodarskih razmer na bližnjem območju je Coursat vztrajal pri ohranjanju proizvodnje, komercialne dejavnosti in pri nadaljnjem razvoju tovarne v Novem mestu.
Po letih službovanja v Parizu se je Bernard Coursat v Slovenijo vrnil leta 1992, ko je postal generalni direktor Revoza, od leta 1994 do 2001 pa je bil predsednik uprave tega podjetja. Hkrati je bil tudi direktor Renaultovega oddelka za vzhodno in jugovzhodno Evropo.
Za izjemne gospodarske in podjetniške dosežke je leta 1997 dobil nagrado Gospodarske zbornice Slovenije. Coursat je bil vrsto let tudi član nadzornega sveta banke SKB.
Coursat je tudi po upokojitvi po letu 2001 velik del časa preživljal v Sloveniji, ki jo je sprejel za svojo drugo domovino. Poleg francoskega je imel tudi slovensko državljanstvo. Slovensko je govoril tekoče in razmeroma dobro, z značilnim francoskim naglasom, kar je nedvomno prispevalo k njegovi priljubljenosti v Sloveniji. Precej dobro je govoril tudi srbsko oz. hrvaško.

## Odlikovanja in nagrade
Leta 1994 je prejel častni znak svobode Republike Slovenije z naslednjo utemeljitvijo: »za dolgoletne zasluge pri utrjevanju in pospeševanju gospodarskega sodelovanja Republike Slovenije z Republiko Francijo ter za delo v dobro Sloveniji, še posebej ob njenem osamosvajanju«. Coursat je bil prvi francoski državljan, ki je bil odlikovan s častnim znakom svobode Republike Slovenije.